# Сезон ФК «Дніпро» (Дніпропетровськ) 1992—1993
Сезон ФК «Дніпро» (Дніпропетровськ) 1992—1993 — 2-ий сезон футбольного клубу «Дніпро» у футбольних змаганнях України. Перший сезон, у якому здобуто срібні нагороди. 

## Склад команди[1]
| № | Поз. | Нац.    | Гравець           |
| - | ---- | ------- | ----------------- |
|   | ВР   | Україна | Валерій Городов   |
|   | ВР   | Україна | Микола Медін      |
|   | ВР   | Україна | Анатолій Чистов   |
|   | ЗХ   | Україна | Сергій Беженар    |
|   | ЗХ   | Україна | Дмитро Дем'яненко |
|   | ЗХ   | Україна | Сергій Дірявка    |
|   | ЗХ   | Україна | Сергій Мамчур     |
|   | ЗХ   | Україна | Олексій Сасько    |
|   | ЗХ   | Україна | Олег Чухлєба      |
|   | ЗХ   | Україна | Андрій Юдін       |
|   | ЗХ   | Україна | Дмитро Яковенко   |
|   | ЗХ   | Україна | Євген Яровенко    |

| № | Поз. | Нац.    | Гравець              |
| - | ---- | ------- | -------------------- |
|   | ПЗ   | Україна | Володимир Багмут     |
|   | ПЗ   | Росія   | Олександр Захаров    |
|   | ПЗ   | Україна | Юрій Максимов        |
|   | ПЗ   | Україна | Дмитро Михайленко    |
|   | ПЗ   | Україна | Геннадій Мороз       |
|   | ПЗ   | Україна | Костянтин Павлюченко |
|   | ПЗ   | Україна | Андрій Полунін       |
|   | НП   | Україна | Сергій Думенко       |
|   | НП   | Україна | Сергій Коновалов     |
|   | НП   | Україна | Ігор Моісеєв         |
|   | НП   | Україна | Валентин Москвін     |
|   | НП   | Україна | Євген Похлебаєв      |

## Чемпіонат України

### Календар чемпіонату України
| Тур | Команда               | Рахунок     | Тур | Команда       | Рахунок     | Тур | Команда               | Рахунок     |
| --- | --------------------- | ----------- | --- | ------------- | ----------- | --- | --------------------- | ----------- |
| 1   | «Торпедо» (Запоріжжя) | 0:1Протокол | 11  | «Буковина»    | 0:0Протокол | 21  | «Карпати»             | 1:1Протокол |
| 2   | «Таврія»              | 3:0Протокол | 12  | «Чорноморець» | 3:1Протокол | 22  | «Нива» (Тернопіль)    | 3:1Протокол |
| 3   | «Динамо»              | 2:1Протокол | 13  | «Кремінь»     | 2:0Протокол | 23  | «Металург»            | 1:1Протокол |
| 4   | «Металіст»            | 2:1Протокол | 14  | «Зоря-МАЛС»   | 4:0Протокол | 24  | «Кривбас»             | 0:0Протокол |
| 5   | «Шахтар»              | 1:1Протокол | 15  | «Волинь»      | 0:0Протокол | 25  | «Верес»               | 0:0Протокол |
| 6   | «Верес»               | 4:1Протокол | 16  | «Волинь»      | 2:0Протокол | 26  | «Шахтар»              | 3:1Протокол |
| 7   | «Кривбас»             | 2:2Протокол | 17  | «Зоря-МАЛС»   | 1:2Протокол | 27  | «Металіст»            | 1:0Протокол |
| 8   | «Металург»            | 4:1Протокол | 18  | «Кремінь»     | 2:0Протокол | 28  | «Динамо»              | 1:0Протокол |
| 9   | «Нива» (Тернопіль)    | 0:1Протокол | 19  | «Чорноморець» | 1:0Протокол | 29  | «Таврія»              | 0:1Протокол |
| 10  | «Карпати»             | 1:0Протокол | 20  | «Буковина»    | 5:1Протокол | 30  | «Торпедо» (Запоріжжя) | 3:1Протокол |

Примітка

Блакитним кольором виділені домашні ігри.

### Турнірна таблиця
| Місце | Команда       | Ігор | В  | Н | П | РМ    | Очок |
| ----- | ------------- | ---- | -- | - | - | ----- | ---- |
| 1     | «Динамо»      | 30   | 18 | 8 | 4 | 59-14 | 44   |
| 2     | «Дніпро»      | 30   | 18 | 8 | 4 | 51-20 | 44   |
| 3     | «Чорноморець» | 30   | 17 | 4 | 9 | 43-31 | 38   |

## Кубок України

### Виступи
| Раунд       | Команда             | Рахунок                 |
| ----------- | ------------------- | ----------------------- |
| 1/16 фіналу | «Газовик» (Комарно) | 2:3Протокол +:-         |
| 1/8 фіналу  | «Нива» (Тернопіль)  | 0:3Протокол 2:0Протокол |